# Temozón (kommun)
Temozón är en kommun i Mexiko.   Den ligger i delstaten Yucatán, i den östra delen av landet, 1 200 km öster om huvudstaden Mexico City. Antalet invånare är 14 008. Arean är 1 087 kvadratkilometer.
Terrängen i Temozón är mycket platt.
Följande samhällen finns i Temozón:
- Temozón
- X-Uch